# Патрік Геррітсен
Патрік Геррітсен (нід. Patrick Gerritsen, нар. 13 березня 1987, Олдензал) — нідерландський футболіст, що грав на позиції нападника за «Твенте», «Гоу Егед Іглз», а також молодіжну збірну Нідерландів.

## Клубна кар'єра
У дорослому футболі дебютував 2005 року виступами за команду «Твенте», в якій провів чотири сезони, взявши участь у 30 матчах чемпіонату. 
Своєю грою за цю команду привернув увагу представників тренерського штабу клубу «Гоу Егед Іглз», до складу якого приєднався 2009 року. Відіграв за команду з Девентера наступні три сезони своєї ігрової кар'єри. Більшість часу, проведеного у складі «Гоу Егед Іглз», був основним гравцем атакувальної ланки команди.
У 2012 році повернувся до клубу «Твенте», за який відіграв 5 сезонів. Завершив професійну кар'єру футболіста виступами за команду «Твенте» у 2017 році.

## Виступи за збірну
У 2006 році залучався до складу молодіжної збірної Нідерландів. На молодіжному рівні зіграв у 2 офіційних матчах.